# Deinopa pastoria
Deinopa pastoria är en fjärilsart som beskrevs av William Schaus 1911. Deinopa pastoria ingår i släktet Deinopa och familjen nattflyn. Inga underarter finns listade i Catalogue of Life.